# Pyrausta oenochrois
Pyrausta oenochrois là một loài bướm đêm trong họ Crambidae.